# كثرة الكريات المفوهة الوراثية
كثرة الكريات المفوهة الوراثية مجموعة من الحالات البشرية الموروثة، ومعظمها وراثي جسمي سائد، تؤثر على خلايا الدم الحمراء وتخلق مظهرًا يشبه الشق في وسط الشحوب المركزي (خلية مفوهة) ضمن كريات الدم الحمراء وتظهر على لطاخة الدم المحيطي. قد يحدث تسرب غير طبيعي ضمن أغشية خلايا كريات الدم الحمراء لأيونات الصوديوم و/أو البوتاسيوم، ما يسبب حدوث خلل في حجم الخلية. يجب التمييز بين كثرة الكريات المفوهة الوراثية والأسباب المكتسبة لكثرة الكريات المفوهة، بما في ذلك التسمم بالديلانتين والكحولية، بالإضافة إلى الشوائب من عملية تحضير لطاخات الدم المحيطي.

## العلامات والأعراض
قد تظهر كثرة الكريات المفوهة بعلامات وأعراض تتوافق مع فقر الدم الانحلالي نتيجة حدوث انحلال دم خارج الأوعية وانحلال الدم داخل الأوعية في كثير من الأحيان. تشمل هذه الأعراض التعب والشحوب، وعلامات اليرقان وتضخم الطحال وتشكل حصى صفراوية جراء انحلال الدم لفترات طويلة. تظهر في حالات كثرة الكريات المفوهة الوراثية المرتبطة بمتلازمات وراثية أعراض إضافية لا علاقة لها بفقر الدم الانحلالي.

## الفيزيولوجيا المرضية
تصنف حالات كثرة الكريات المفوهة بحسب حالة الترطيب الخلوي إلى مفرطة الماء (كثرة الكريات المائية) والجافة (كثرة الكريات الجافة). تتميز كثرة الكريات الجافة الوراثية بطفرات جسمية سائدة في جين بّي آي إي زد أوه 1، والذي يشفر قناة كاتيونية تمكّن خصائصها الحساسة ميكانيكيًا كريات الدم الحمراء من تغيير شكلها أثناء مرورها عبر الشعيرات الدموية الضيقة عن طريق تقليل حجمها داخل الخلايا. في حالات نادرة، قد يكون سبب كثرة الكريات الجافة الوراثية طفرات في جين كاي سي إن إن4، والذي يشفر قناة بوتاسيوم حساسة لأيونات الكالسيوم تتواسط تدفق البوتاسيوم الناتج عن ارتفاع الكالسيوم داخل الخلايا عبر قنوات جين بّي آي إي زد أوه 1 المفعلة. يحدث كثرة الكريات الجافة الوراثية بشكل أكثر شيوعًا بين السكان الأفارقة، ويظهر تفاعلات معقدة مع التغيرات الوراثية الأخرى لخلايا الدم الحمراء، بما في ذلك مقاومة الملاريا الناجم عن الإصابة بداء الخلايا المنجلية.
تؤدي الخاصية الأسموزية إلى ميل خلايا الدم الحمراء باستمرار إلى الانتفاخ والانفجار. يواجَه هذا الأمر عبر تغيير تدفق أيونات الصوديوم والبوتاسيوم. تعمل «المضخة» على إخراج الصوديوم من الخلية وإدخال البوتاسيوم، وتنظم هذا الإجراء عملية تسمى «التسريب السلبي». في حالة كثرة الخلايا المفوهة الوراثية مفرطة الماء، يزداد التسريب السلبي وتصبح كريات الدم الحمراء مغمورة بالملح والماء. تزداد الهشاشة الأسموزية لكريات الدم الحمراء المصابة، وينتج فقر الدم الانحلالي. لأسباب غير معروفة حتى الآن، تتخذ الخلايا شكل كوب، مع منطقة شحوب مركزية على شكل فم (فوهة).

## العلاج
في الوقت الحاضر لا يوجد علاج محدد. يتناول العديد من مرضى فقر الدم الانحلالي حمض الفوليك (فيتامين بي 9) لأن معدلًا أكبر من الخلايا تستهلك هذا الفيتامين. في الحالات القصوى، قد تكون هناك حاجة إلى نقل الدم. يمكن أن تحدث مشاكل التخثر ما يولد الحاجة إلى إعطاء مضادات التخثر. على عكس كثرة الكريات الحمر الكروية الوراثية، يعد استئصال الطحال مضاد استطباب في هذه الحالة.